# Ívar Stúkolkin
Ívar Stúkolkin (Tallin, Estonia, Unión Soviética, 13 de agosto de 1960) es un nadador soviético retirado especializado en pruebas de estilo libre, donde consiguió ser campeón olímpico en 1980 en los 4x200 metros.

## Carrera deportiva
En los Juegos Olímpicos de Moscú 1980 ganó la medalla de oro en los relevos de 4x200 metros libre, por delante de Alemania del Este (plata) y Brasil (bronce); en cuanto a las pruebas individuales ganó el bronce en los 400 metros estilo libre, con un tiempo de 3:53.95 segundos, tras dos nadadores también soviéticos Vladimir Salnikov y Andrey Krylov.